# Cegielnia Świerczewo
Cegielnia Świerczewo – nieistniejąca cegielnia, jedna z największych, które funkcjonowały w obrębie Szacht na poznańskim Świerczewie.

## Historia
Cegielnia powstała na terenie folwarku świerczewskiego w 1907. Właścicielami zarówno folwarku, jak i zakładu byli Hugo Kindler oraz Gustav Kartmann – przedsiębiorcy budowlani i architekci. Oprócz budynków produkcyjnych, w skład rozległego założenia wchodziły też: dom właściciela, dom gościnny, budynki mieszkalne dla pracowników, stajnia, wozownia, spichlerz i 9-hektarowy park. Cegielnia działała do 1971, kiedy to została zniszczona przez pożar.
Podczas walk o Poznań w 1945 Szachty i okolice cegielni były areną silnych starć i zaciekłego oporu Niemców.

## Zachowanie

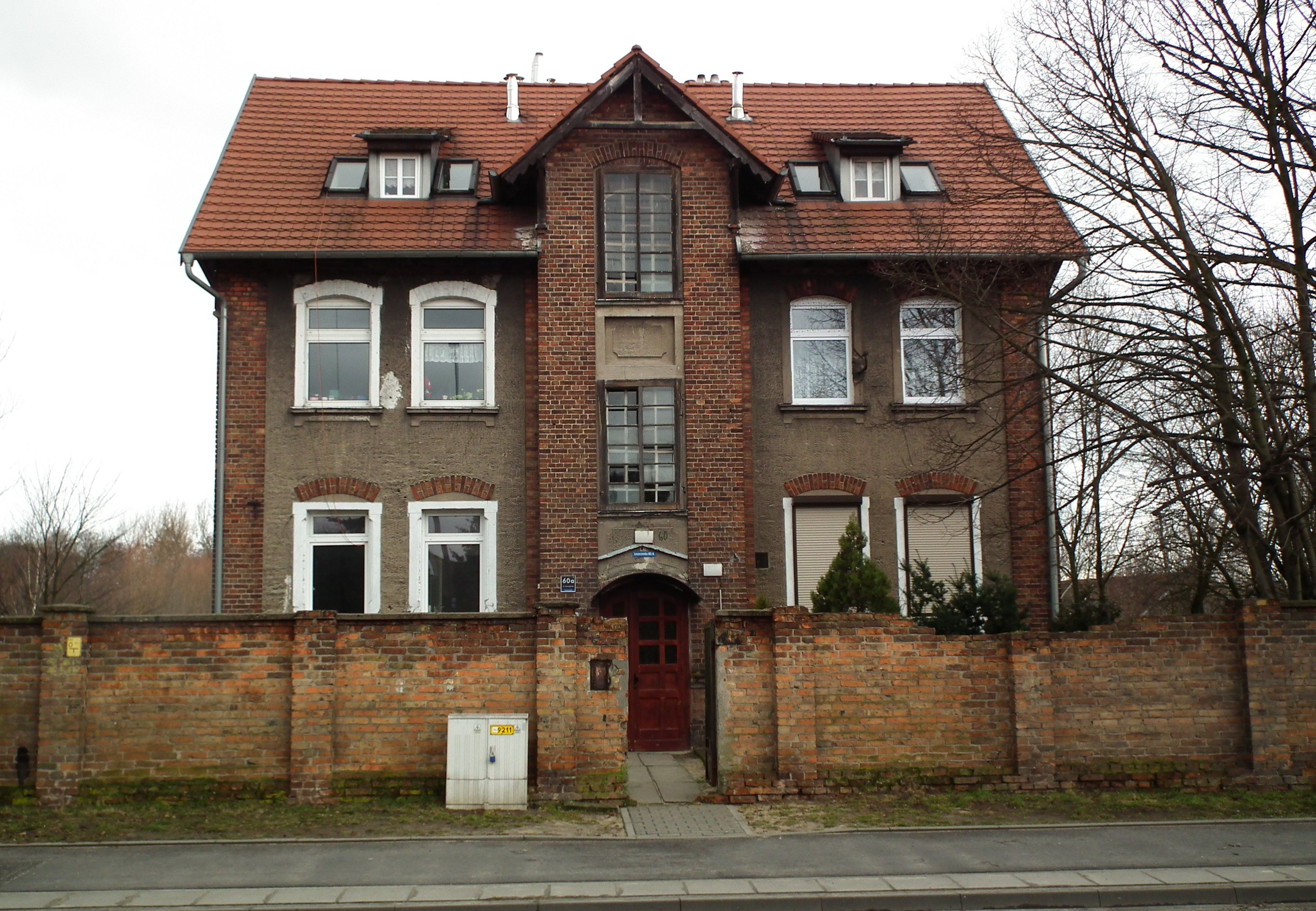
Dom właściciela
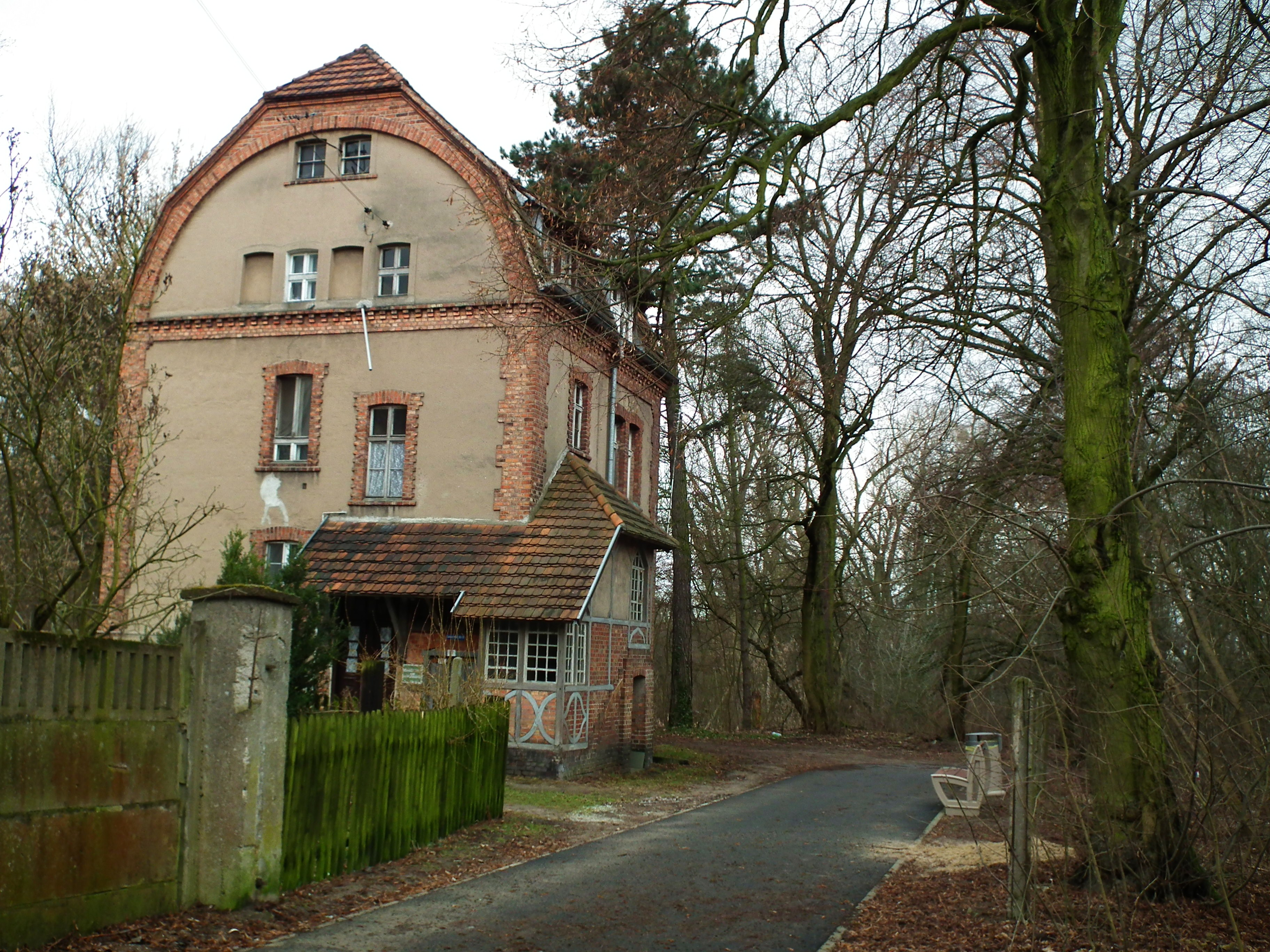
Dom gościnny

Do obecnych czasów zachowały się dwa zabytkowe budynki, będące pozostałościami po tym rozległym przedsiębiorstwie:
- dom właściciela stojący bezpośrednio przy ul. Leszczyńskiej (nr 60A), murowany, pięcioosiowy, częściowo tynkowany, z ceglanymi lizenami (zbudowany w początku XX wieku),
- dom gościnny z około 1910 (nr 60D), będący swoistą reklamą możliwości firmowych, z cegły własnej produkcji, z ceglanym cokołem, pseudoboniowaniami na narożnikach, gzymsami i obramieniami okiennymi (stoi w głębi działki, przy drodze w stronę Szacht)[1].

Oba obiekty są zamieszkałe i ogólnodostępne z zewnątrz.